# Монжита-вдовушка
Монжита-вдовушка (лат. Xolmis irupero) — птица из семейства тиранновые.

## Описание
Монжита-вдовушка — ярко-белая птица, с тёмными глазами, чёрными ногами и коротким клювом. Внешние крылья имеют тёмно-чёрную окантовку, хвост короткий, зубчатый.

## Распространение
Монжита-вдовушка распространена в центральной и северо-восточной Аргентине, населяет также регионы Каатинга и Пантанал в Бразилии, Парагвае, Боливии и Уругвае. Естественные среда обитания птицы — это субтропический или тропический сухой кустарник и старые леса.